# Pittsburgh Piranhas
I Pittsburgh Piranhas, conosciuti in precedenza come Louisville Catbirds e La Crosse Catbirds, sono stati una società di pallacanestro statunitense, che ha militato nella Continental Basketball Association dal 1983 al 1995. La loro ultima sede è stata la città di Pittsburgh, in Pennsylvania.

## Storia
La squadra venne fondata nel 1983 a Louisville, nel Kentucky, dove rimase fino al 1985 con il nome di Louisville Catbirds. Nel 1983-84 l'impianto casalingo fu la Jefferson County Armory, poi nota come Louisville Gardens, un'arena da 6.000 spettatori già sede dei Kentucky Colonels dell'American Basketball Association. Nel 1985 i Catbirds utilizzarono invece la più moderna Broadbent Arena, capace di 6.600 posti.
All'inizio della stagione 1985-86 si spostarono a La Crosse, Wisconsin, e divennero i La Crosse Catbirds. Nel Wisconsin la franchigia visse il periodo migliore della sua storia, vincendo il campionato CBA nel 1990 e nel 1992, con coach Flip Saunders in panchina in entrambe le occasioni. Tra i giocatori erano presenti nel 1990 Andre Turner, Tony White, Dwayne McClain, Carlos Clark, e nel 1992 e David Rivers, Mark Davis, Kenny Battle, Derrick Gervin e Brian Rahilly.
Nel 1994 i Catbirds lasciarono dopo nove stagioni La Crosse, dove il loro posto fu preso nel 1996 dai La Crosse Bobcats, e si trasferirono a Pittsburgh, in Pennsylvania, con il nuovo nome di Pittsburgh Piranhas. La stagione 1994-95 si concluse con un record globale di 35 vittorie e altrettante sconfitte e i Piranhas arrivarono fino alla serie finale, persa per 4 a 1 contro gli Yakama Sun Kings. Nonostante l'ottimo risultato sportivo, il proprietario Bob Murphy dichiarò che l'affluenza di pubblico, 1.600 spettatori di media, era insufficiente e la franchigia si sciolse al termine della stagione.

## Stagioni
| Stagione | Lega | Denominazione       | V  | P  | %    | Piazzamento | Play-off               |
| -------- | ---- | ------------------- | -- | -- | ---- | ----------- | ---------------------- |
| 1983-84  | CBA  | Louisville Catbirds | 23 | 21 | 52,3 | 5º          | -                      |
| 1984-85  | CBA  | Louisville Catbirds | 19 | 29 | 39,6 | 5º          | -                      |
| 1985-86  | CBA  | La Crosse Catbirds  | 24 | 24 | 50,0 | 4º          | Finale CBA             |
| 1986-87  | CBA  | La Crosse Catbirds  | 28 | 20 | 58,3 | 1º          | Semifinale di division |
| 1987-88  | CBA  | La Crosse Catbirds  | 40 | 14 | 74,1 | 1º          | Semifinale di division |
| 1988-89  | CBA  | La Crosse Catbirds  | 19 | 35 | 35,2 | 5º          | -                      |
| 1989-90  | CBA  | La Crosse Catbirds  | 42 | 14 | 75,0 | 1º          | Campioni               |
| 1990-91  | CBA  | La Crosse Catbirds  | 32 | 24 | 57,1 | 2º          | Primo turno            |
| 1991-92  | CBA  | La Crosse Catbirds  | 40 | 16 | 71,4 | 2º          | Campioni               |
| 1992-93  | CBA  | La Crosse Catbirds  | 32 | 24 | 57,1 | 3º          | Primo turno            |
| 1993-94  | CBA  | La Crosse Catbirds  | 35 | 21 | 62,5 | 1º          | Finale di conference   |
| 1994-95  | CBA  | Pittsburgh Piranhas | 27 | 29 | 48,2 | 1º          | Finale CBA             |